# 41e méridien ouest
En géographie, le 41e méridien ouest est le méridien joignant les points de la surface de la Terre dont la longitude est égale à 41° ouest.

## Géographie

### Dimensions
Comme tous les autres méridiens, la longueur du 41e méridien correspond à une demi-circonférence terrestre, soit 20 003,932 km. Au niveau de l'équateur, il est distant du méridien de Greenwich de 4 564 km,.
Avec le 139e méridien est, il forme un grand cercle passant par les pôles géographiques terrestres.

### Régions traversées
En commençant par le pôle Nord et descendant vers le sud au pôle Sud, Le 41e méridien ouest passe par:
| Coordonnées          | Pays, territoire ou mer | Notes |
| -------------------- | ----------------------- | --- |
| 90° 00′ N, 41° 00′ O | Océan Arctique          | |
| 83° 40′ N, 41° 00′ O | Mer de Lincoln          | |
| 83° 12′ N, 41° 00′ O | Fjord De Long           | |
| 83° 10′ N, 41° 00′ O | Groenland               | Terre de Nansen |
| 82° 46′ N, 41° 00′ O | Fjord J.P. Koch (en)    | |
| 82° 39′ N, 41° 00′ O | Groenland               | Terre de Freuchen |
| 63° 21′ N, 41° 00′ O | Océan Atlantique        | |
| 2° 53′ S, 41° 00′ O  | Brésil                  | Ceará Piauí — à partir de 5° 21′ S, 41° 00′ O Pernambouc — à partir de 8° 24′ S, 41° 00′ O Bahia — à partir de 8° 46′ S, 41° 00′ O Minas Gerais — à partir de 15° 42′ S, 41° 00′ O Espírito Santo — à partir de 18° 09′ S, 41° 00′ O Minas Gerais — sur environ 18 km à partir de 18° 40′ S, 41° 00′ O Espírito Santo — à partir de 18° 49′ S, 41° 00′ O Minas Gerais — à partir de 19° 05′ S, 41° 00′ O Espírito Santo — à partir de 19° 30′ S, 41° 00′ O État de Rio de Janeiro — à partir de 21° 16′ S, 41° 00′ O |
| 21° 24′ S, 41° 00′ O | Océan Atlantique        | Passe près de la cote du Brésil, à l'est de São João da Barra |
| 21° 50′ S, 41° 00′ O | Brésil                  | Rio de Janeiro |
| 22° 01′ S, 41° 00′ O | Océan Atlantique        | |
| 60° 00′ S, 41° 00′ O | Océan Austral           | |
| 77° 39′ S, 41° 00′ O | Antarctique             | Liste des territoires à la fois par l' Argentine (Antarctique argentin) et le Royaume-Uni (Territoire antarctique britannique) |